# Maurycy Bornsztajn
Maurycy Bornsztajn, Maurycy Bornstein (ur. 11 lutego 1874 w Warszawie, zm. 5 marca 1952 w Łodzi) – polski lekarz neurolog i psychiatra, jeden z pierwszych polskich psychoanalityków, ordynator oddziału psychiatrycznego Szpitala Starozakonnych na Czystem, profesor psychopatologii Uniwersytetu Łódzkiego.

## Życiorys
Syn Markusa i Heleny. Uczęszczał do III Gimnazjum w Warszawie, ukończył je w 1893 roku. Podjął wtedy studia medyczne na Cesarskim Uniwersytecie Warszawskim. Na studiach należał do żydowskiego kółka narodowców polskich Józefa Kwiatka. Podczas studiów za udział w manifestacji 17 kwietnia 1894 roku został aresztowany i przez trzy tygodnie więziony na Pawiaku. Po roku przerwy podjął studia, w listopadzie 1899 roku uzyskał dyplom doktora medycyny. Nadal zajmował się działalnością polityczną i w styczniu 1907 roku gazety donosiły o rewizji w mieszkaniu i aresztowaniu lekarza.
W 1899 roku wyjechał do Niemiec gdzie uzupełniał studia w dziedzinie neurologii i psychiatrii u Emanuela Mendla i Hermanna Oppenheima w Berlinie i u Emila Kraepelina w Monachium. Po powrocie do Warszawy w 1901 roku został współpracownikiem Edwarda Flataua w jego pracowni neurologicznej, a po mianowaniu Flataua ordynatorem oddziału neurologii Szpitala na Czystem, został jego pierwszym asystentem.
W 1908 został ordynatorem etatowym oddziału psychiatrycznego w Szpitalu Starozakonnych w Warszawie; na tym stanowisku pozostał przez 31 lat. Prowadził praktykę prywatną; przyjmował pod adresem Czackiego 8.
W marcu 1925 roku wygłosił cykl sześciu wykładów poświęconych psychoanalizie, zorganizowanych przez Wolną Wszechnicę Polską. Wykłady te zostały później wydane drukiem. Uczestniczył w 8. Międzynarodowym Kongresie Psychoanalitycznym w Salzburgu w 1924 roku.
W grudniu 1939 roku formalnie przeszedł na emeryturę, nadal prowadził praktykę prywatną. W listopadzie 1940 został przesiedlony do getta warszawskiego, zarekwirowano mu narzędzia lekarskie . Ukrywał się przez jakiś czas w mieszkaniu Popowej na ul. Oboźnej, potem w Milanówku razem z bratem Benedyktem, u rodziny Dryńskich. Posługiwał się nazwiskiem Podobalski.
W 1946 roku został pierwszym profesorem zwyczajnym katedry psychopatologii na Uniwersytecie Łódzkim. W 1949 roku obchodził pięćdziesięciolecie pracy naukowej. Pod koniec życia działalność dydaktyczną utrudniała mu silna głuchota.
Współpracował z tygodnikami „Głos” i „Prawda”. Należał do powstałego przy redakcji czasopisma „Ogniwo” Towarzystwa Abolicjonistów, mającego na celu walkę z chorobami przenoszonymi drogą płciową i prostytucją. Wszedł do komitetu organizacyjnego Walnego Zjazdu Zjednoczenia Polaków Wyznania Mojżeszowego Wszystkich Ziem Polskich, który odbył się w maju 1919 roku w Warszawie. Był członkiem założycielem Polskiego Towarzystwa Psychiatrycznego, założycielem Polskiego Towarzystwa Medycyny Społecznej, członkiem zarządu Towarzystwa Opieki nad Ubogimi, Nerwowo i Umysłowo Chorymi Żydami, członkiem czynnym Łódzkiego Towarzystwa Naukowego, członkiem Société Médico-Psychologique. Należał do komitetu redakcyjnego „Rocznika Psychiatrycznego”, „Warszawskiego Czasopisma Lekarskiego” i „Kwartalnika Klinicznego Szpitala Starozakonnych”.
Brat Benedykta Bornsteina (1880–1948). Ożenił się 1 stycznia 1900 roku w Krakowie z Melanią z Bergsonów (1874–1962). Mieli syna Tadeusza (1900–1967). Rozwiedli się, jego drugą żoną była Felicja z domu Waffel (zm. 1962). Wiadomo, że w 1921 roku ochrzcił się i był wyznania rzymskokatolickiego. Syn z drugiego małżeństwa, Stanisław (1920–1944), student medycyny Uniwersytetu Warszawskiego, zginął w Powstaniu Warszawskim. Maurycy Bornsztajn był blisko spokrewniony ze Stanisławem Posnerem.

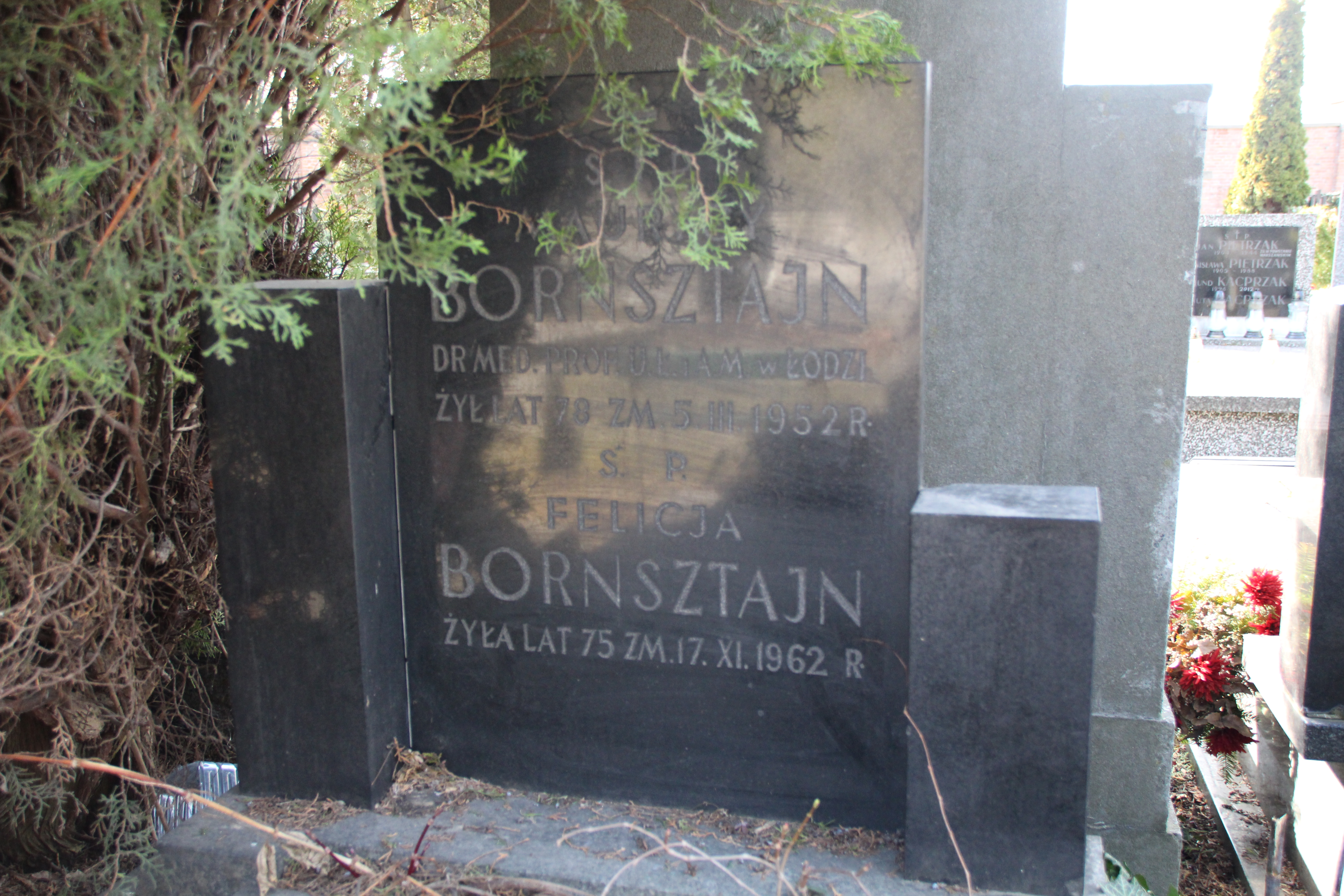
Grób Maurycego Bornsztajna na cmentarzu Powązkowskim

Maurycy Bornsztajn zmarł 5 marca 1952 roku w Łodzi w wieku 78 lat. Pochowany został na cmentarzu Powązkowskim (kwatera 257c, rząd 3, miejsce 26).

## Dorobek naukowy
Bornsztajn opublikował ponad 60 prac. Opisał zaburzenie psychiczne które nazwał schizotymią reaktywną (schizothymia reactiva). Wyodrębnił też schizofrenię somatopsychiczną, podobną do schizofrenii cenestopatycznej (cenestetycznej) opisywanej przez innych autorów.
W drugim wydaniu swojego podręcznika psychiatrii Bornsztajn sformułował dwa prawa, które nazwał psychiatrozoficznymi:
- I prawo: „obrazy kliniczne w psychiatrii z wyłączeniem psychoz par excellence organicznych) wbrew temu, co się dzieje w klinice somatycznej, podlegają ciągłym zmianom: znikają jedne, powstają inne lub dawne przekształcają się przez wchłanianie pierwiastków obcych, własnej istocie przeciwnych”
- II prawo: „zmiany te zależne są od zmian psychicznych, zachodzących w intelektualnej i emocjonalnej sferze psychiki ludzkiej w ogóle, od ducha danej epoki”.

## Lista prac
- O wpływie układu nerwowego na ostre procesy zapalne, 1898 (w języku rosyjskim)
- O porażeniach i zanikach mięśniowych przy wiądzie rdzenia. „Pamiętnik Towarzystwa Lekarskiego Warszawskiego” 97 (2), s. 349–350, 1901
- O porażeniach i zanikach mięśniowych przy wiądzie rdzenia. „Kronika Lekarska” 22 (10, 11, 12), s. 415–420, 562–567, 614–624, 1901
- Bezdomni. „Głos” nr 40 s. 622, 1901
- Rudolf Virchow. „Głos” nr 43 s. 672, 1901
- W obronie etyki lekarskiej. „Głos” nr 28 s. 422, 1901
- Prace sekcji gruźliczej IX-go Zjazdu Przyrodników i Lekarzy Polskich w Krakowie w roku 1900. „Głos” nr 43, s. 673, 1901
- Rozpoznanie różniczkowe neurastenii i pierwszych okresów bezwładu postępującego. „Kronika Lekarska”, 1902
- Samobójstwa nieletnich. „Głos” nr 43, ss. 44–45, 1902
- Rudolf Virchow (Wspomnienie). „Głos” nr 37 s. 575, 1902
- Anatomia patologiczna stwardnienia wieloogniskowego (sclerose en plaques). „Gazeta Lekarska” 39 (13, 14), s. 291–294, 328–330, 1904
- W sprawie organizacji prasy lekarskiej polskiej. Krytyka Lekarska 8 (10), ss. 256–257, 1904
- Asthenia paroxysmalis. „Medycyna” 32 (31, 32, 33, 34), s. 646–649, 667–673, 692–698, 716–720, 1904
- Zwyrodnienie w świetle nauki współczesnej. Warszawa: M. Arct, 1904
- Istota gienjuszu. „Ogniwo” 2 (19) s. 435-437, 1904
- Medycyna i społeczeństwo. „Krytyka Lekarska” 9 (2), s. 29–30, 1905
- (tłum.) Wilhelm Bölsche: Miłość w przyrodzie. Warszawa: G. Centnerszwer, 1906
- O tak zwanej psychozie Korsakowa. „Gazeta Lekarska” 42 (33, 34), s. 781–794, 818–821, 1907
- Jeszcze przyczynek do migraine ophthalmoplégique. „Gazeta Lekarska” 43 (39), s. 871–874, 1908
- Monachijska klinika psychiatryczna. „Medycyna i Kronika Lekarska” 43 (1, 2, 4), s. 19-22, 42-46, 98–100, 1908
- „Über die periodische Lähmung” W: Gerard Anton Marie van Wayenburg (ed.): Compte rendu des travaux du 1er Congrès International de Psychiatrie, de Neurologie, de Psychologie et de l'Assistance des aliénés tenu à Amsterdam du 2 à 7 septembre 1907. Amsterdam: J. H. De Bussy, 1908 s. 485–489
- O t. zw.porażeniu okresowem (próba teoryi). „Gazeta Lekarska” 29 (4, 5, 6), s. 73–85, 109–113, 130–135, 1909
- „O apraksyi”. W: Prace I-go Zjazdu neurologów, psychiatrów i psychologów polskich. Warszawa, 1910 ss. 468-489
- „O rozpoznaniu różnicowem pomiędzy otępieniem wczesnem a psychozą maniakalno-depresyjną”. W: Prace I-go Zjazdu neurologów, psychiatrów i psychologów polskich. Warszawa, 1910 ss. 577-604
- Bornstein M, Sterling W. O kostniakach kręgosłupa, powodujących ucisk rdzenia. „Neurologja Polska” 1 (1), 29–47, 1910
- O zaburzeniach psychicznych u zwyrodniałych. „Neurologja Polska” 2 (1), s. 28–48, 168–185, 1911
- Über die Differentialdiagnose zwischen manisch-depressivem Irresein und Dementia Praecox, „Zeitschrift für die gesamte Neurologie und Psychiatrie”, 5 (1), 1911, s. 145–177, DOI: 10.1007/BF02867058.
- Über psychotische Zustände bei Degenerativen. „Zeitschrift für die gesamte Neurologie und Psychiatrie”. 7 (1), s. 127–162, 1911. DOI: 10.1007/BF02865136.
- Przyczynek do kwestji psychoz skombinowanych i anatomji patologicznej porażenia Landry′ego. „Neurologja Polska” 2 (9), s. 995–1010, 1912
- Zur Frage der kombinierten Psychosen und der pathologischen Anatomie der Landryschen Paralyse. „Zeitschrift für die gesamte Neurologie und Psychiatrie”. 13 (1), s. 1–16, 1912. DOI: 10.1007/BF02865602.
- Badania doświadczalne i anatomopatologiczne nad uciskiem rdzenia. „Sprawozdania z Posiedzeń Towarzystwa Naukowego Warszawskiego. Wydział Nauk Matematycznych i Przyrodniczych” 5 (9), 678–697, 1912
- W sprawie Asthenia paroxysmalis. „Neurologja Polska” 3 (2), s. 131–144, 1913
- Alojzy Alzheimer (Wspomnienie pośmiertne). „Gazeta Lekarska” 50 (5), s. 76, 1916
- O odrębnym typie rozszczepienia psychicznego (Schizothymia reactiva circumscripta). Warszawa: Wyd. Kasy Mianowskiego, 1916
- Stefan Rosental (Wspomnienie pozgonne). „Gazeta Lekarska” 52 (2), s. 15-16, 1918
- O psychologicznej podstawie klasyfikacji psychjatrycznej. „Kwartalnik Kliniczny Szpitala Starozakonnych” 1 (1), s. 40–46, 1922
- Nerwica natręctwa a schizofrenia. „Neurologja Polska” 6, s. 115-121, 1922
- Zarys psychjatrji klinicznej. Dla lekarzy i uczących się. Kraków, Lwów, Warszawa: Spółka Wydawnicza Lekarska 1922
- Zur Frage: „Die Spinne als Traumsymbol”. „Internationale Zeitschrift für Psychoanalyse” 9 (2), s. 215–216, 1923
- VIII Międzynarodowy Zjazd Psychoanalityczny. „Warszawskie Czasopismo Lekarskie” 1 (7), s. 294, 1924
- Bornsztajn M., Zandowa N. Przypadek hiperkinezy po zapaleniu nagminnem mózgu. „Neurologja Polska” s. 220, 1924
- Schizophrene Symptome im Lichte der Psychoanalyse. „Internationale Zeitschrift für Psychoanalyse” 12 (1), s. 95–100, 1926
- Przemówienie z powodu jubileuszu Zygmunta Freuda. „Rocznik Psychjatryczny” 4, s. 119–121, 1926
- Zygmunt Freud (z powodu 70-letniej rocznicy urodzin). „Warszawskie Czasopismo Lekarskie” 3 (6), s. 288–291, 1926
- La valeur clinique de la notion de schizophrénie et une nouvelle théorie de cette affection. XII. Congrès des médecins et naturalistes polonais. „Annales Médico-psychologiques” 84, 173, 1926
- „Stanowisko kliniczne schizofrenji.” W: Księga pamiątkowa XII Zjazdu Lekarzy i Przyrodników Polskich w roku 1925. T. 2. Warszawa: Kom. Red. XII Zjazdu Lekarzy i Przyrodników Polskich, 1926. s. 149
- Stanowisko kliniczne schizofrenji i nowa teorja jej patogenezy. „Rocznik Psychjatryczny” 5, s. 79–92, 1927
- Hipochondryczna (somatopsychiczna) postać schizofrenji. „Rocznik Psychjatryczny” 5, s. 93–94, 1927
- Nowy przyczynek do t. zw. schizothymia reactiva. „Rocznik Psychjatryczny” 6, s. 191–196, 1927
- Emil Kraepelin. „Warszawskie Czasopismo Lekarskie” 4 (1), s. 43–44, 1927
- Adam Wizel (życiorys). „Kwartalnik Kliniczny Szpitala Starozakonnych” 7 (4), s. 313–317, 1928
- Znaczenie teorji psychoanalitycznej dla psychjatrji. „Kwartalnik Kliniczny Szpitala Starozakonnych” 7 (4), s. 321–332, 1928
- Życie płciowe kobiety w świetle psychoanalizy. „Warszawskie Czasopismo Lekarskie” 6 (17, 18), s. 391–394, 417–421, 1929
- Pierwsza pracownia neurobiologiczna w Warszawie (Wspomnienie). „Warszawskie Czasopismo Lekarskie” 6 (12), s. 270–271, 1929
- O stanach lękowych w świetle psychoanalizy. „Lekarz Wojskowy” 14 (1-4), s. 50–67, 1929
- „Przełom w psychoanalizie” (Uwagi z powodu artykułu kol. H. Higiera w Nr. 42 „Czasopisma”). „Warszawskie Czasopismo Lekarskie” 6 (44), s. 1043, 1929
- „Edward Flatau. Człowiek i dzieło”. W: Księga jubileuszowa Edwarda Flataua. Warszawa, 1929
- Hipochondryczna (somatopsychiczna) postać schizofrenji. W: Księga jubileuszowa Edwarda Flataua. Warszawa, 1929 s. 612-619
- O psychozach wieku dziecięcego. „Warszawskie Czasopismo Lekarskie” 7 (46, 47), s. 1069–1072, 1093–1095, 1930
- Psychoanaliza: 6 wykładów, wygłoszonych na Wolnej Wszechnicy w Warszawie. Kraków: Okręgowy Związek Kas Chorych w Krakowie, 1930
- O przewlekłych stanach manjakalnych wieku podeszłego. „Rocznik Psychjatryczny” 18/19, s. 115–134, 1932
- Edward Flatau jako człowiek, lekarz i twórca polskiej szkoły neurologicznej. „Warszawskie Czasopismo Lekarskie” 9 (47), s. 1100–1101, 1932
- Charakter w świetle teorji psychoanalitycznej. „Rocznik Psychjatryczny” 20, s. 120–139, 1933
- Nowy przyczynek do t. zw. schizofrenji somatopsychicznej i kilka słów o istocie schizofrenji. „Rocznik Psychjatryczny” 21 (2), s. 1–10, 1933
- Mechanizm powstawania zaburzeń psychicznych reaktywnych. „Rocznik Psychjatryczny” 23, s. 28-43, 1934
- Historia rozwoju psychoanalizy i jej stan współczesny. „Warszawskie Czasopismo Lekarskie” 13 (17, 18), s. 293–296, 313–317, 1936
- Zasady psychoanalizy. „Wiadomości Literackie” 20 (652), s. 4, 10.4.1936
- O schizofrenii somatopsychicznej (Studjum kliniczno-psychologiczne). „Rocznik Psychjatryczny” 26-27, s. 145-166, 1936
- Leczenie chorób organicznych układu nerwowego. „Lekarz Wojskowy” 29 (9), ss. 543–554, 1937
- Edward Flatau jako człowiek i lekarz. „Warszawskie Czasopismo Lekarskie” 14 (21/22), s. 403-404, 1937
- O stanach depresyjnych. „Warszawskie Czasopismo Lekarskie” 15 (25/26), 1938
- Uwagi z powodu artykułu Zygmunta Freuda pn. „Psychoanaliza, która się daje zakończyć i taka, która dłuży się bez końca”. „Rocznik Psychjatryczny” 33, s. 33-42, 1938
- Omamy a osobowość. „Rocznik Psychiatryczny” 34/35, 1938
- Le processus de schizophrénisation. „L′Évolution Psychiatrique” 2, ss. 5–21, 1947
- Schizofrenizacja w klinice psychiatrycznej i w psychice ludzi współczesnych. „Zdrowie Psychiczne” 1 (1), s. 74–75, 1947
- O źródłach twórczości. „Warszawa. Niezależny dwutygodnik literacki” 2 (3), s. 3 (1-15.3.1947)
- [Przemówienie] W: Przemówienia na uroczystej akademii ku czci ś.p. dra Jana Mazurkiewicza w Sali Kolumnowej Uniw. Warsz. dnia 25 kwietnia 1948 r.. Warszawa: Nakładem Polskiego Towarzystwa Psychiatrycznego, 1948 s. 12–13
- Wstęp do psychiatrii klinicznej dla lekarzy, psychologów i studentów. Wydanie drugie, uzupełnione. Łódź: Księgarnia Ludowa, 1948
- O przyczynie pomyślnych wyników leczenia schizofrenii przy pomocy insuliny, kardiazolu i prądów elektrycznych o wysokim napięciu. „Rocznik Psychiatryczny” 37 (1), ss. 51–54, 1949
- Psychochirurgia, jej wartość lecznicza i teoretyczna dla psychiatrii. „Neurologia, Neurochirurgia i Psychiatria Polska”. 1 (1), s. 3–15, 1951. PMID: 14899577.